# Boaz Solossa
Boaz Solossa, né le 16 mars 1986 à Sorong en Indonésie, est un footballeur international indonésien. Il évolue au poste d'attaquant.
Ses deux frères sont aussi footballeurs : Ortizan joue au Persiram Raja Ampat et Nehemia joue au Barito Putera.

## Biographie

### Carrière en club
Avec le club du Persipura Jayapura, il participe à la Ligue des champions de l'AFC et à la Coupe de l'AFC. Il atteint les quarts de finale de la Coupe de l'AFC en 2011.

### Carrière en équipe nationale
Boaz Solossa joue son premier match en équipe nationale le 17 novembre 2004 lors d'un match des éliminatoires de la Coupe du monde 2006 contre le Turkménistan, où il fait deux passes décisives pour Ilham Jaya Kesuma durant cette rencontre (victoire 3-1).
Au total, il compte 34 sélections et 8 buts en équipe d'Indonésie depuis 2004.

## Palmarès

### En club
- Avec le Persipura Jayapura :
  - Champion d'Indonésie en 2005, 2009, 2011 et 2013

### Distinctions personnelles
- Meilleur buteur du Championnat d'Indonésie en 2009 (28 buts), 2011 (22 buts) et 2013 (25 buts)
- Meilleur joueur du Championnat d'Indonésie en 2009, 2011 et 2013

## Statistiques

### Buts en sélection
Le tableau suivant liste les résultats de tous les buts inscrits par Boaz Solossa avec l'équipe d'Indonésie.